# Parque nacional de Mammoth Cave
El Parque Nacional Cueva Colosal (en inglés Mammoth Cave National Park) es un parque nacional de los EE. UU. en el centro de Kentucky, que comprende partes de la Cueva Colosal (Mammoth Cave), el sistema de cuevas más extenso del mundo (de todos los descubiertos hasta la fecha). El nombre oficial del sistema es el Sistema de Mammoth Cave, aunque podría llamarse más bien el Flint-Mammoth-Toohey-Eudora-Joppa-Jim Lee Cave System para aludir a las colinas bajo las cuales se ha formado la cueva. El parque quedó constituido como parque nacional el 1 de julio de 1941. Pasó a ser Patrimonio de la Humanidad el 27 de octubre de 1981 y una Reserva de la Biosfera el 26 de septiembre de 1990.

## Generalidades
La Cueva del Mamut en el suroeste del estado de Kentucky es una caverna calcárea que tiene más de 676 km de galerías en cinco alturas diferentes. Es el sistema de cuevas conocido más largo del mundo (de todos los descubiertos hasta la fecha). Sus corrientes subterráneas forman el río Verde o Green. En el piso más hondo, a unos 110 m por debajo de la superficie, discurre el río subterráneo "Eco", Echo river en inglés, afluente del Green, que tiene una longitud de 1,2 km y una anchura máxima de 60 m en algunas de las lagunas que forma. En él habitan animales cavernícolas terrestres y acuáticos endémicos como moluscos, artrópodos, vertebrados, arañas, gamaros, un cangrejo de río y varias especies de peces ciegos; en su gran mayoría, estás especies suelen ser albinas y carentes de ojos. La temperatura en el interior de la cueva permanece de manera casi constante a 12,2 °C.  En algunas partes de la cueva los cristales de calcita, yeso y otros minerales precipitados cubren las formaciones rocosas formando llamativos paisajes. 
Las 21.380 hectáreas del parque (214 km²) se sitúan en el condado de Edmonson (Kentucky), con pequeñas zonas que se extienden hacia el este por el condado de Hart y el condado de Barren. Se centra alrededor del Green River con un afluente, el río Nolin que desagua en el Green justo dentro del parque. Green River tiene una presa cerca del límite oeste del parque, de modo que el río solo fluye libremente en un trecho de la parte este del parque.
La Cueva del Mamut fue descubierta y usada por humanos antes de la llegada de los europeos al continente. Hay restos arqueológicos de pobladores nativos de tiempos prehistóricos. En 1835 se encontró el cuerpo momificado de un hombre de época precolombina. Fue redescubierta en 1798. En el transcurso de la Guerra estadounidense de 1812, "la Rotonda", la gran cámara de la cueva principal, fue excavada en busca de nitrato potásico para fabricar pólvora. Casi dos millones de personas visitan el parque cada año.

## El laberinto de piedra caliza
Mammoth Cave se desarrolló a partir de gruesos estratos de piedra caliza de la época geológica mississippiana y culminó en una capa de arenisca, por lo que el sistema es verdaderamente estable. Se sabe que incluye más de 591 kilómetros de pasadizos y cada año se van añadiendo varios kilómetros más a esta cifra a partir de los nuevos descubrimientos y conexiones.
El elemento de arenisca superior se conoce como el Big Clifty Sandstone: son delgadas capas esparcidas de caliza, veteadas en la arenisca, que dan origen a una zona epikárstica, en la que se disuelven  unos pequeños conductos, pasadizos de la cueva demasiado estrechos para entrar en ellos. La zona epikárstica concentra corrientes locales de escorrentías en unos altos manantiales que surgen en los extremos de las colinas de encima. El agua que mana de estas fuentes normalmente corre durante breve tiempo por la superficie antes de infiltrarse en el subsuelo de nuevo a la altura del contacto entre la capa de arenisca y las enormes piedras calizas subyacentes. Es en estas capas de caliza subyacentes donde nacieron las cuevas de la zona explorable por los humanos.
Las capas de caliza de la columna estratigráfica bajo el Big Clifty, en orden creciente de profundidad bajo las junturas de los salientes, constituyen las formaciones Girkin, Ste. Genevieve Limestone y St. Louis Limestone. Por ejemplo, el enorme pasadizo de la Cueva principal que puede verse en el recorrido histórico se sitúa en la parte inferior de la Girkin y en la parte superior de la St. Genevieve.

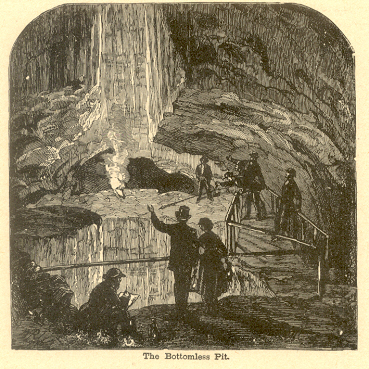
El Pozo sin fondo de Mammoth Cave - Xilografía de 1887 (De la Colección Privada de Nuno Carvalho de Sousa - Lisboa).

Cada una de las capas primarias de caliza se dividen a su vez en unidades y subunidades. Un área de la investigación de las cuevas consiste en cotejar la estratigrafía con las observaciones apuntadas por los exploradores de la gruta. Con esto es posible crear mapas tridimensionales aproximados del contorno de los distintos límites de cada capa sin necesidad de cavar pozos de muestreo ni de extraer muestras del interior.
La roca de arenisca superior es relativamente dura como para que la permee el agua: hay excepciones donde se abren grietas verticales. Este papel de protección significa que muchos de los pasadizos superiores más antiguos del sistema de cuevas son muy secos, sin estalactitas, estalagmitas ni otras formaciones que requieran agua corriente o infiltrada para su formación.
No obstante, la capa de rocas areniscas ha quedado disuelta y erosionada en muchas partes del parque, como en la cámara Frozen Niagara (el Niágara Congelado). El "contacto" entre la piedra caliza y la arenisca puede observarse cuando paseamos desde el fondo del valle hacia la cima de las colinas: normalmente, conforme nos acercamos a la cumbre, la afloración de roca que queda a la vista muestra claramente el límite entre el estrato de caliza y el superior de arenisca. Los pocos bloques de arenisca que se encuentran por debajo de este nivel se deben a pequeñas franjas y desescombros.
En el fondo de uno de los valles de la región meridional del parque se ha formado una inmensa dolina, llamada Cedar Sink (Dolina de la Sidra), con un riachuelo que entra por una parte y desaparece por el subsuelo por la otra parte.
Mammoth Cave sirve de refugio al camarón ciego albino, llamado camarón de la cueva de Kentucky, que es una especie en peligro de extinción.

## Visitas

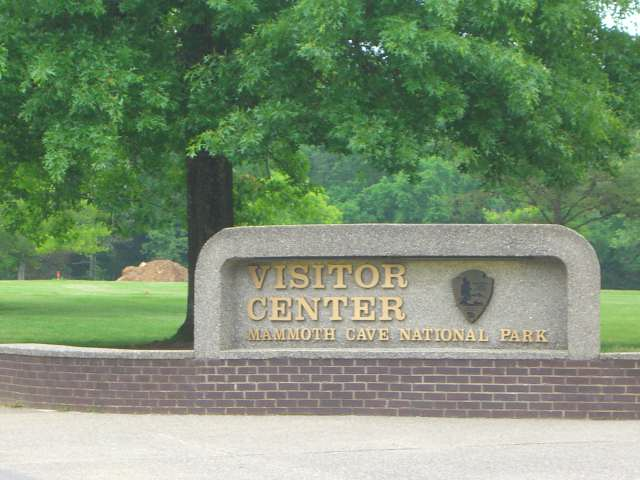
Un cartel cerca del centro de visitantes del parque.

El National Park Service ofrece a los visitantes varios recorridos por la cueva. Muchos de los atractivos más conocidos de la cueva, como Grand Avenue (la Gran Avenida), Frozen Niagara (el Niágara Congelado) y Fat Man's Misery (la Miseria del Gordo) se pueden ver en recorridos iluminados que llevan de una a seis horas. Los de dos horas, con la única iluminación de las linternas de parafina que llevan los propios visitantes, son una alternativa popular a los recorridos de iluminación eléctrica. También hay varios recorridos "salvajes" que se apartan de las partes más practicables de la cueva hacia pasadizos por los que hay que arrastrarse sobre el lodo y a túneles polvorientos.
Los recorridos por el parque destacan por la calidad del programa interpretativo, con imágenes ocasionales que acompañan a artefactos que se exhiben en puntos escogidos de la cueva. Las charlas que dan los guías de la cueva del National Park Service son distintas según el recorrido, de modo que si se eligen varios recorridos el visitante aprenderá distintos aspectos sobre la formación de la cueva o sobre la historia y la prehistoria humanas de la cueva. La mayoría de los guías están muy instruidos y se muestran receptivos a las preguntas de los visitantes. Muchos guías incluyen un componente "teatral", haciendo sus presentaciones más entretenidas con algo de humor. La tradición de los guías de la Mammoth Cave datan del periodo justamente posterior a la Guerra de 1812, destacando el explorador de cuevas Stephen Bishop. El propio estilo de este humor forma parte de la tradición viva de los guías de cuevas y es una parte fundamental del programa interpretativo.
El recorrido por el Echo River, una de las atracciones más conocidas de la cueva, solía llevar a los turistas en barca por un río subterráneo. Este recorrido quedó interrumpido por razones logísticas y medioambientales a principios de los años 1990.
Las personas interesadas pueden unirse a una investigación de campo sobre la Mammoth Cave patrocinada por Earthwatch.org. No obstante, debido a la normativa de la Mammoth Cave, la participación en este proyecto está restringida solo a ciudadanos estadounidenses.

## Superintendentes del parque
La lista está incompleta.

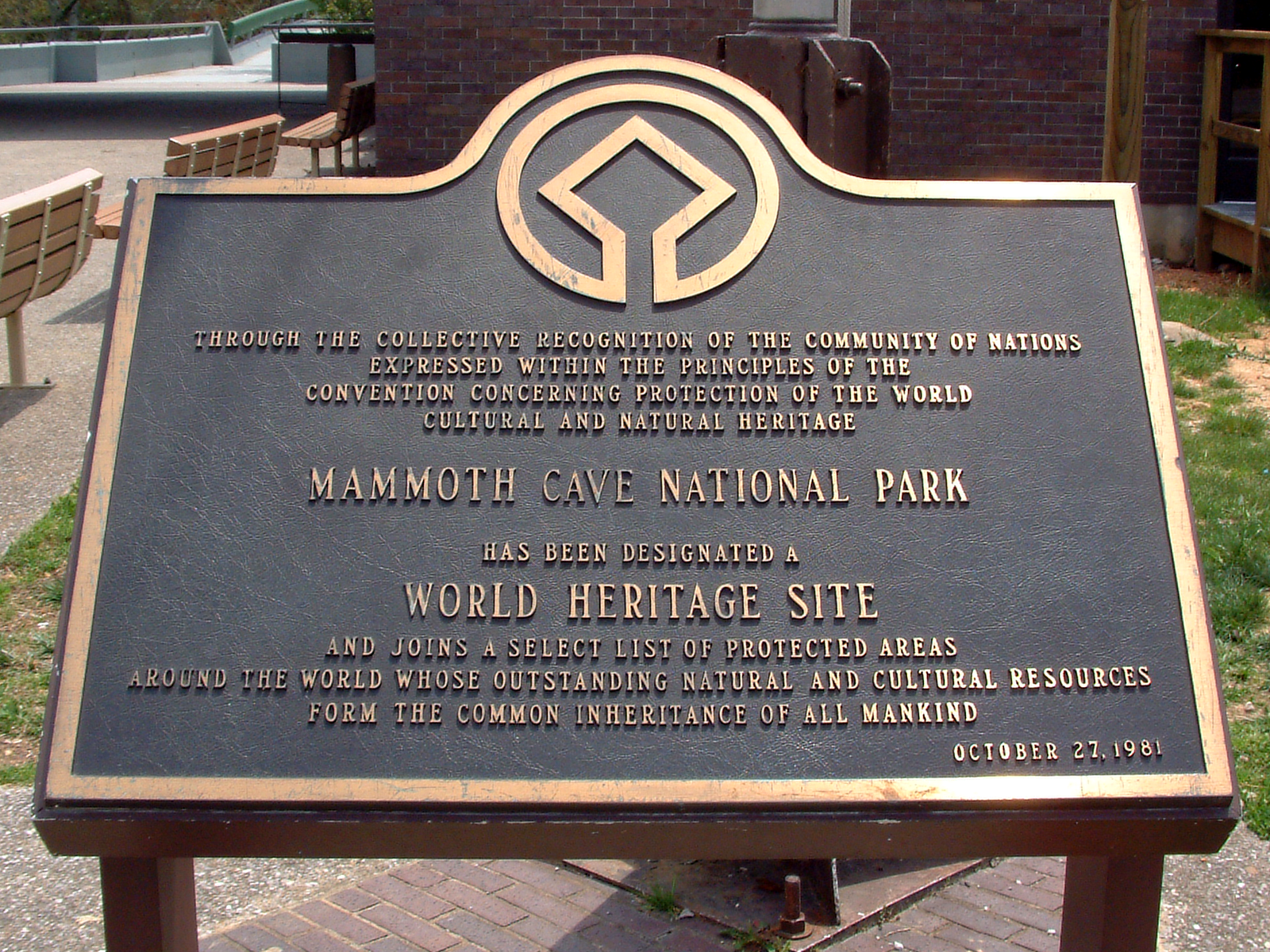
Placa de Patrimonio de la Humanidad.

- Robert P. Holland; 2 de septiembre de 1936 – 21 de junio de 1938
- R. Taylor Hoskins; 22 de junio de 1938 – 30 de junio de 1941
- R. Taylor Hoskins; 1 de julio de 1941 – 31 de marzo de 1951
- Thomas C. Miller; 1 de abril de 1951 – 30 de junio de 1954
- Perry E. Brown; 1 de julio de 1954 – 14 de septiembre de 1963
- Paul McG. Miller; 15 de septiembre de 1963 – 30 de diciembre de 1965
- John A. Aubuchon; 2 de enero de 1966 – 7 de septiembre de 1968
- Robert H. Bendt; 8 de septiembre de 1968 – 23 de enero de 1971; se le asignó la supervisión de la línea del Abraham Lincoln Birthplace National Historic Site, 2 de septiembre de 1970 – 27 de abril de 1975
- Joseph Kulesza; 21 de febrero de 1971 – 31 de mayo de 1976
- Albert A. Hawkins; 4 de julio de 1976 – 11 de agosto de 1979
- Robert L. Deskins; 12 de agosto de 1979 – 1 de septiembre de 1984
- Richard N. Strange; 2 de septiembre de 1984 – 8 de diciembre de 1984
- Franklin D. Pridemore; 9 de diciembre de 1984 – 2 de enero de 1988
- David A. Mihalic; 3 de enero de 1988 – julio de 1994[6]
- Ronald R. Switzer; marzo de 1995 – enero de 2005
- Bruce Powell; enero de 2005 – enero de 2006
- Patrick Reed; enero de 2006 –[7]

## Historia
La historia de los seres humanos en relación con la Mammoth Cave es antigua, abarcando seis mil años. Es, además, una historia compleja, que toca no solo los aspectos de las exploraciones y la explotación de la cueva por los hombres, sino también los modos de vida de las culturas que han vivido en su entorno. La relación entre las personas y su entorno es siempre bidireccional y prueba de ello es la historia de la región de Mammoth Cave.

### Prehistoria
Se han recuperado varios grupos de restos de americanos nativos en Mammoth Cave o en otras cuevas cercanas de la zona durante los siglos XIX y XX. La mayoría de las momias presentaban ejemplos de enterramiento intencionado, con amplias muestras de práctica funeraria precolombina.
Una excepción del enterramiento intencionado se descubrió cuando en 1935 Grover Campbell y Lyman Cutliff descubrió los restos de un hombre adulto debajo de una enorme roca. La roca había caído encima de la víctima, un minero precolombino que había manipulado los cascotes que la sostenían. A los restos de la antigua víctima se les dio el nombre de "Lost John" ("Juan el perdido") y fueron exhibidos al público en la década de 1970, cuando fueron enterrados en un lugar secreto de Mammoth Cave por razones de conservación y también por las incipientes sensibilidades políticas hacia la exhibición pública de restos de americanos nativos.
Investigaciones comenzadas a finales de la década de 1950 bajo la dirección del Dr. Patty Jo Watson de la Universidad de Washington en San Luis (Misuri) han contribuido en gran manera a iluminar las vidas de los pueblos arcaicos tardíos y de los primeros bosquimanos que exploraron y explotaron las cuevas de la zona. Preservadas por el inmutable entorno de las cuevas, las muestras dietarias ofrecieron tras la prueba del carbono fechas que permitieron al Dr. Watson y a otros determinar la edad de los especímenes, y un análisis de su contenido, también capitaneado por el Dr. Watson, permitió determinar el contenido relativo de plantas y carne en la dieta de distintas culturas durante un periodo que abarca varios miles de años. Este análisis señala una transición regular desde una cultura de caza-recolección a otra de cultivo de plantas y agricultura.
Otra técnica utilizada en la investigación arqueológica de Mammoth Cave fue la "arqueología experimental", innovación que también se debe al Dr. Watson, en la cual se enviaban exploradores modernos a la cueva usando la misma tecnología que la utilizada por las antiguas culturas, cuyas herramientas abandonadas se encuentran dispersas en muchas partes de la cueva. El objetivo era conocer con mayor detalle los problemas que se encontraron los antiguos individuos que exploraron la cueva al poner a los investigadores una situación física similar.
Los antiguos restos humanos y utensilios de las cuevas están protegidos por varias leyes federales y estatales. Uno de los datos más básicos a determinar ante cualquier utensilio recién descubierto es su situación y localización exactas. Con tan solo desplazar mínimamente un utensilio prehistórico se lo está manipulando desde una perspectiva investigadora. Los exploradores están bien entrenados para no tocar las pruebas arqueológicas y algunas partes de la cueva son territorio límite incluso para los exploradores experimentados, a no ser que el objeto de la incursión sea la investigación arqueológica en esa zona.

### Primera historia conocida

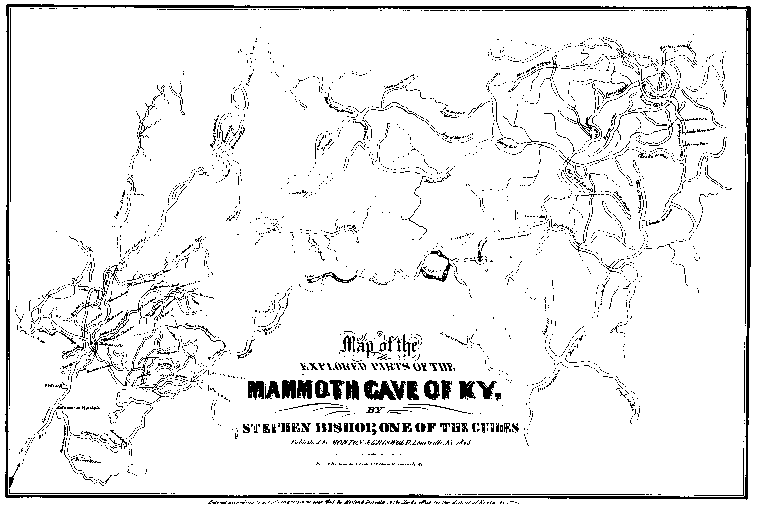
Mapa de Mammoth Cave de 1842, con anotaciones de Stephen Bishop: no era habitual que se diera reconocimiento público a un esclavo.

Dice la leyenda que el primer europeo que descubrió Mammoth Cave fue John Houchins en 1797. Mientras estaba de caza, Houchin persiguió a un oso herido hasta la enorme entrada de la cueva que se abre cerca de Green River. En oposición a esta historia está la de The Longest Cave (La cueva más profunda) de Brucker y Watson, que asegura que la cueva ya "era sin duda conocida antes de esa fecha".
El territorio que contiene esta Entrada Histórica fue explorado y catalogado en 1798 bajo el nombre de Valentine Simons. Simons comenzó a explorar Mammoth Cave en busca de sus reservas de salitre. El nitrato de calcio (CaNO3)2) depositado en forma de guano de murciélagos fue deslavado del lecho de la cueva y convertido por medio de la reacción de doble reemplazo junto con potasa (carbonato de potasio, fórmula empírica K2)CO3 para producir nitrato de potasio (KNO3) o salitre, ingrediente de la pólvora.

### ElsigloXIX
Junto con Valentine Simon, varias otras personas habrían de poseer el terreno durante la Guerra de 1812, cuando las reservas de salitre de Mammoth Cave se hicieron importantes debido al bloqueo de los puertos de los Estados Unidos de América por el Reino Unido. El bloqueo hacía que el ejército estadounidense careciese de salitre y, por tanto, de pólvora. Como resultado, el precio local del salitre se elevó y su producción basada en nitratos extraídos de cuevas como la de Mammoth Cave se hizo más lucrativa.
En julio de 1812 compraron la cueva a Simon y los otros propietarios Charles Wilkins y un inversor de Filadelfia llamado Hyman Gratz. Muy pronto comenzó a explotarse la cueva en busca de nitrato de calcio a escala industrial.
La compra de la cueva fue por diez mil dólares (una suma altísima en aquellos tiempos). Tras la guerra, cuando los precios cayeron, se abandonaron los trabajos y la cueva se convirtió en una pequeña atracción turística, más que nada por la momia de un americano nativo que se había descubierto allí cerca.
Cuando Wilkins murió, sus albaceas le vendieron a Gratz su participación en la cueva. En la primavera de 1838  los hermanos de Gratz revendieron la cueva a Franklin Gorin, que pretendía explotar Mammoth Cave como atracción turística exclusivamente al haber perdido sus fondos el mercado del salitre completamente. Gorin tenía esclavos y los utilizó como guías turísticos. Uno de ellos habría de contribuir de manera importante a nuestro conocimiento de la cueva y se convertiría en una de las personas históricas más renombradas de Mammoth Cave.
Stephen Bishop, un esclavo afroamericano y guía de la cueva durante las décadas de 1840 y 1850, fue uno de los primeros en dibujar mapas completos de la cueva y dio nombre a muchas de sus atracciones.
Fue Franklin Gorin el que llevó a Stephen Bishop a Mammoth Cave en 1838. Tras la muerte de Bishop, Gorin escribió: "Puse a un guía en la cueva --- el bueno de Stephen, quien colaboró en los hallazgos. Fue el primero en cruzar el Bottomless Pit (Pozo sin fondo). Además, junto conmigo y otra persona cuyo nombre he olvidado, fuimos los únicos que llegamos al fondo de Gorin's Dome (La Bóveda Gorin) por lo que sé".
"Después de que Stephen cruzara el Bottomless Pit, descubrimos toda esa parte de la cueva que ahora se conoce más allá de este punto. Antes de este hallazgo todo el interés se centraba en lo que se conoce como "Old Cave" ("La vieja cueva")... pero ahora muchos partes están por conocer, aunque, como solía decir Stephen, eran 'grandiosas, sombrías y curiosas'.
En 1839 el Dr. John Croghan de Louisville compró la propiedad de Mammoth Cave, incluyendo a Bishop y los otros esclavos del anterior propietario, Franklin Gorin. Durante breve tiempo, Crogham mantuvo un fatídico hospital para tuberculosos en la cueva, cuyos vapores él creía que curarían a los pacientes. La tuberculosis era una epidemia muy extendida en aquellos años y con el tiempo tomaría las vidas tanto de Bishop como de Croghan.
Durante todo el siglo XIX la fama de Mammoth Cave fue creciendo hasta el punto de convertirse en una maravilla internacional.
Simultáneamente, la cueva atraía la atención de escritores novecentistas como el Dr. Robert Montgomery Bird, los reverendos Robert Davidson y Horace Martin, Alexander Clark Bullitt, Nathaniel Parker Willis (quien la visitó en junio de 1852), Bayard Taylor (en mayo de 1855), el Dr. William Stump Forwood (en la primavera de 1867), el naturalista John Muir (a principios de septiembre de 1867), el reverendo Horace Carter Hovey y muchos otros.
Prueba de la creciente popularidad de Mammoth Cave es que entre sus visitantes hay personajes tan conocidos como el actor Edwin Booth, el cantante Jenny Lind (que la visitó el 5 de abril de 1851 y el violinista Ole Bull.

### Principios delsigloXX: la guerra de las cuevas de Kentucky

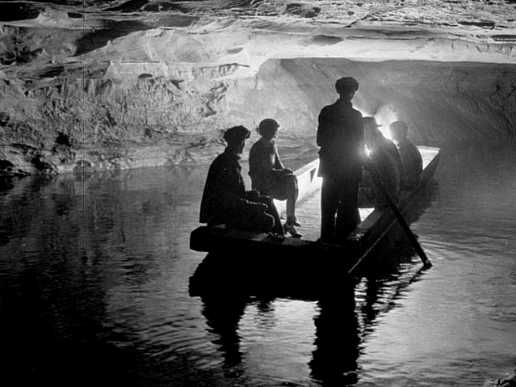
El parque nacional de Mammoth Cave a principios del.

Las dificultades de cultivar en el suelo pobre e infructuoso del territorio de la cueva hizo que los propietarios de cuevas cercanas más pequeñas considerasen su explotación comercial, sobre todo después del éxito que había tenido Mammoth Cave como atracción turística. La "Guerra de las cuevas de Kentucky" fue un periodo de feroz competición entre los propietarios de cuevas por el dinero que proporcionaba el turismo. Se utilizaba abiertamente tácticas de distracción para que los visitantes se apartasen del destino que buscaban hacia otras cuevas privadas. Se colocaban señales equivocadas en las carreteras que llevaban a Mammoth Cave. Una estrategia muy usada durante los primeros días de los viajes en automóvil consistía en que el representante de alguna cueva privada saltase dentro del coche de un turista para "explicar" a los pasajeros que Mammoth Cave se encontraba cerrada, en cuarentena, en obras o cualquier otra excusa similar.
En 1906, gracias a la construcción de una presa en Brownsville, se podía llegar a Mammoth Cave en barco de vapor. La construcción de esta presa ha supuesto a largo plazo un gran impacto sobre la cueva. La construcción de la presa también habría de tener implicaciones en la historia de la exploración de la cueva.
En 1908, Max Kaemper, un joven ingeniero de minas alemán, llegó a la cueva tras su paso por Nueva York. Kaemper se acababa de graduar en la facultad técnica y su familia lo había enviado de viaje al extranjero como regalo de graduación. Aunque inicialmente pensaba pasar sólo dos semanas en Mammoth Cave, Kaemper permaneció allí varios meses. Ayudado por Ed Bishop, descendiente de esclavos afroamericanos, Kaemper realizó un estudio instrumental muy preciso de muchos kilómetros de Mammoth Cave, incluyendo un gran número de nuevos hallazgos. Al parecer, Kaemper también realizó un estudio similar de la superficie del terreno que cubría la cueva: esta información sería muy útil para abrir nuevas entradas a la cueva, como fue el caso de la entrada Violet City (La ciudad púrpura).
La familia Crogan eliminó la parte topográfica del mapa de Kaemper y no parece que haya llegado hasta nuestros días. A pesar de ello, la parte del mapa de la cueva obra de Kaemper supone un triunfo de cartografía espeleológica muy precisa y no sería hasta principios de la década de 1960 con la llegada de las nuevas exploraciones que se estudiarían y cartografiarían estos pasajes con mayor exactitud. Kaemper regresó a Berlín y, en lo que respecta a Mammoth Cave, desapareció de su historia para siempre. A principios del siglo XXI un grupo de turistas alemanes que había visitado la cueva investigaron qué había sido de la familia Kaemper y su trágico final: el joven Kaemper había muerto tan solo ocho años después en las trincheras durante la Primera Guerra Mundial en la Batalla del Somme (1916).
El reputado explorador francés Édouard-Alfred Martel realizó una visita de tres días a la cueva en octubre de 1912. Aunque no tuvo acceso a los datos de las investigaciones, que estaban celosamente guardados, Martel sí pudo realizar observaciones barométricas dentro de la cueva con objeto de determinar la elevación relativa de distintas partes de la misma. Identificó distintos niveles en la cueva y se dio cuenta de que el nivel del Echo River dentro de la cueva estaba bajo el control del Green River en la superficie. Martel se lamentó de que hubieran construido la presa de Brownsville en 1906, pues según él así se imposibilitaba un estudio hidrológico completo de la gruta. Una de sus muchas exactas descripciones sobre el entorno hidrológico de Mammoth Cave postulaba que la cueva estaba conectada con Salts Cave y Colossal Cave. Esta hipótesis no tuvo su confirmación hasta 60 años después de la visita de Martel.
A principios de los años 1920, George Morrison abrió varias entradas a Mammoth Cave en aquellas partes del terreno que no pertenecían a la propiedad de Croghan. Al no existir los datos de los estudios que Croghan había encargado secretamente a Kaemper, Bishop y otros más, ya que no se habían publicado de una manera adecuada como para determinar el linde geográfico de la cueva, ahora se demostraba de manera inequívoca que los Croghan habían estado exhibiendo partes de Mammoth Cave durante años que no pertenecían a su propiedad. Se presentaron varias demandas y durante un tiempo se practicaron distintas entradas a la cueva compitiendo directamente entre sí.
En la primera parte del siglo XX, Floyd Collins se pasó diez años explorando Flint Ridge Cave System antes de su muerte en Sand Cave (Kentucky) en 1925. Mientras realizaba exploraciones en Sand Cave, se desprendió una roca que cayó sobre su pierna cuando atravesaba un pasadizo muy estrecho y le fue imposible liberarse de ella. Los intentos por rescatar a Collins levantaron una gran expectativa entre los medios de comunicación.

### La movilización por el parque nacional (1926–1941)

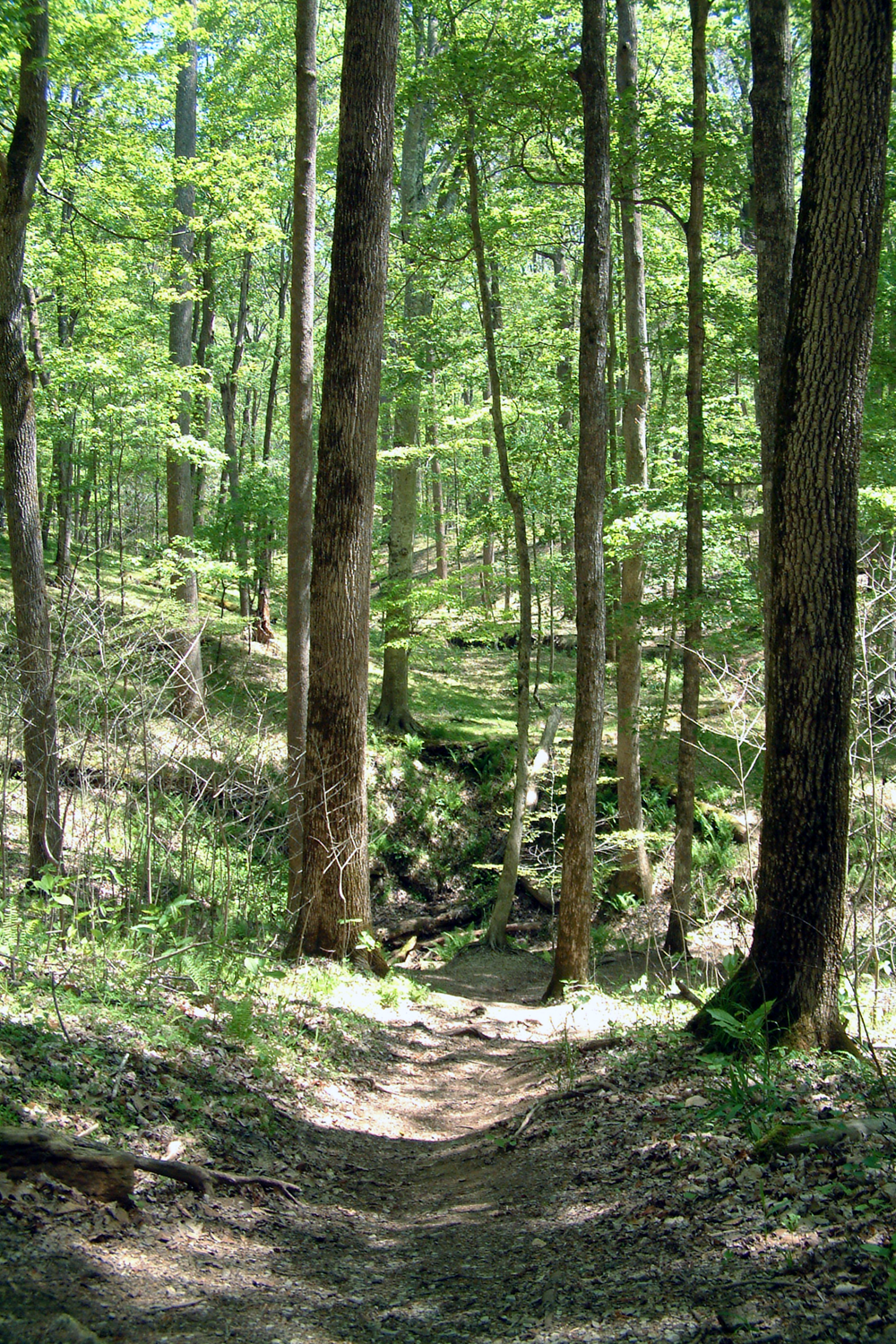
Los senderos atraviesan el parque.

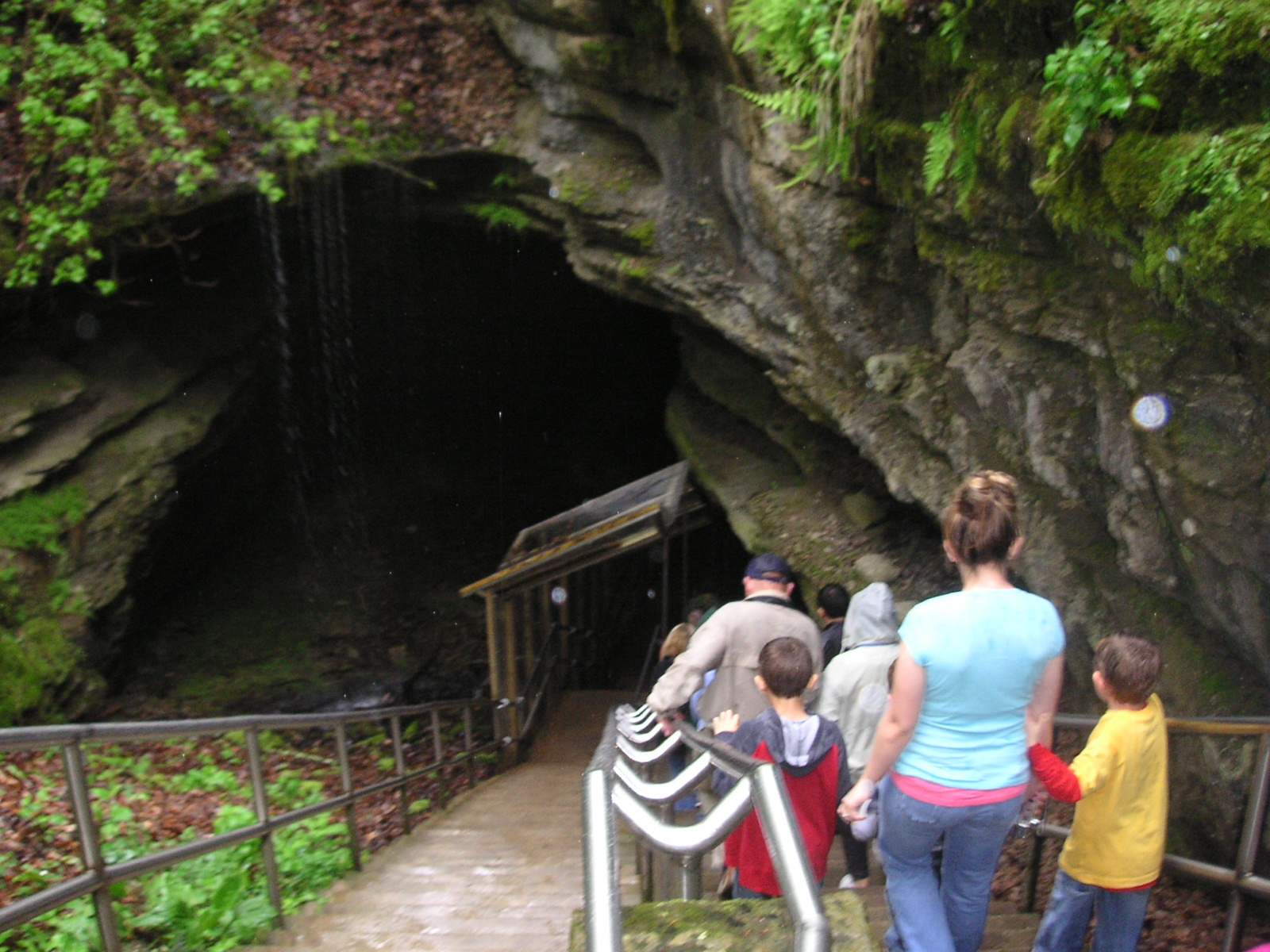
Unos visitantes recorren Mammoth Cave.

Al morir el último heredero de los Croghan, los ciudadanos más pudientes de Kentucky empezaron a propugnar la creación del parque nacional de Mammoth Cave. Unos ciudadanos privados formaron la Asociación del parque nacional de Mammoth Cave en 1926 y el parque quedó autorizado el 25 de mayo de 1926.
Gracias a las donaciones se pudo comprar algunas granjas de la zona y otras porciones que quedaban dentro de los límites de la propuesta de parque nacional fueron expropiadas. Al contrario de lo que sucedió al crear otros parques nacionales en el oeste americano de escasísima población, en el proceso de formación del de Mammoth Cave miles de personas tuvieron que mudarse por la fuerza. A menudo hubo casos de fuertes desacuerdos con las expropiaciones, al pagarse a los propietarios lo que ellos consideraban unas cantidades ridículas. El ambiente de acritud aún persiste en la región.
Por razones legales el gobierno federal prohibió hacer obras en las granjas expropiadas en tanto la asociación privada ostentase el terreno. Esta ley fue obviada en la operación de "un máximo de cuatro" campos CCC desde el 22 de mayo de 1933 a julio de 1942.
Según el Servicio de Parques Nacionales "El 14 de mayo de 1934 se estableció el área mínima del parque. El 22 de mayo de 1936 se aceptó el área mínima a efectos de administración y protección".
El superintendente Hoskins escribió posteriormente sobre una piranga rubra a la que llamaron Pete que llegaría hasta la casa del guía todos los 20 de abril a partir de 1938. El ave comía de la mano de los guías para deleite de los visitantes y le llevaba comida a su compañero más tímido.

### Nacimiento del parque nacional (1941)
El parque nacional de Mammoth Cave fue inaugurado oficialmente el 1 de julio de 1941. Mera coincidencia, ese mismo año se incorporó la National Speleological Society. R. Taylor Hoskins, segundo superintendente de la antigua asociación, se convirtió en el primer superintendente oficial, puesto que mantuvo hasta 1951.
La Entrada Nueva, cerrada a los visitantes desde 1941, se reabrió el 26 de diciembre de 1951, convirtiéndose en la entrada que se utilizaba para iniciar el recorrido del Frozen Niagara.

### "The Longest Cave" (1954–1972)
Para 1954 el parque nacional de Mammoth Cave comprendía todos los terrenos en su linde exterior a excepción de dos porciones que estaban en manos privadas. Una de ellas, la vieja granja Lee Collins, se había vendido a Harry Thomas de la Horse Cave, cuyo nieto, William "Bill" Austin, gestionó Collins Crystal Cave como exhibición que competía directamente con el parque nacional, el cual tuvo que mantener varias carreteras que llegaban a aquella propiedad. La expropiación de Crystal Cave parecía tan solo una cuestión de tiempo.
En febrero de 1954 se organizó una expedición de dos semanas auspiciada por la National Speleological Society por invitación de Austin. A esta expedición se la apodó la C-3, es decir, la expedición "Collins Crystal Cave".
La expedición C-3 atrajo el interés del público, primero por un reportaje fotográfico que publicó Robert Halmi (en Sports Illustrated y Look (revista) y más tarde por la publicación de un doble relato de la expedición en primera persona, The Caves Beyond: The Story of the Collins Crystal Cave Expedition (Las cuevas más allá: historia de la expedición Collins Crystal Cave) por Joe Lawrence, Jr. (por entonces presidente de la National Speleological Society) y Roger W. Brucker. La expedición demostró absolutamente que algunos pasajes de Crystal Cave llegaban hasta Mammoth Cave, o al menos llegaban más allá de los lindes de Crystal Cave. No obstante, los exploradores retuvieron en secreto esta información, pues se temía que el National Park Service pudiera prohibir la exploración si llegaba a saberse.
Algunos de los que participaron en la expedición C-3 quisieron proseguir las exploraciones al acabar la expedición y se reagruparon bajo el nombre de Flint Ridge Reconnaissance bajo la guía de Austin, Jim Dyer, John J. Lehrberger y el Dr. E. Robert Pohl. Esta organización se incorporó en 1957 como la Cave Research Foundation, Inc. Su objetivo era legitimar la actividad de los espeleólogos con apoyo de investigaciones académicas y científicas originales. Entre los destacados científicos que estudiaron Mammoth Cave durante este periodo se encuentra Patty Jo Watson (véase la sección sobre la prehistoria.)
En marzo de 1961 la propiedad Crystal Cave fue finalmente vendida al National Park Service por la cantidad de 285.000 dólares. Al mismo tiempo, la propiedad Great Onyx Cave, la única propiedad privada que quedaba en el interior, fue comprada por 365.000 dólares. Se permitió a la Cave Research Foundation continuar sus exploraciones gracias a un  acuerdo particular con el National Park Service.

### La conexión Flint–Mammoth (1972)

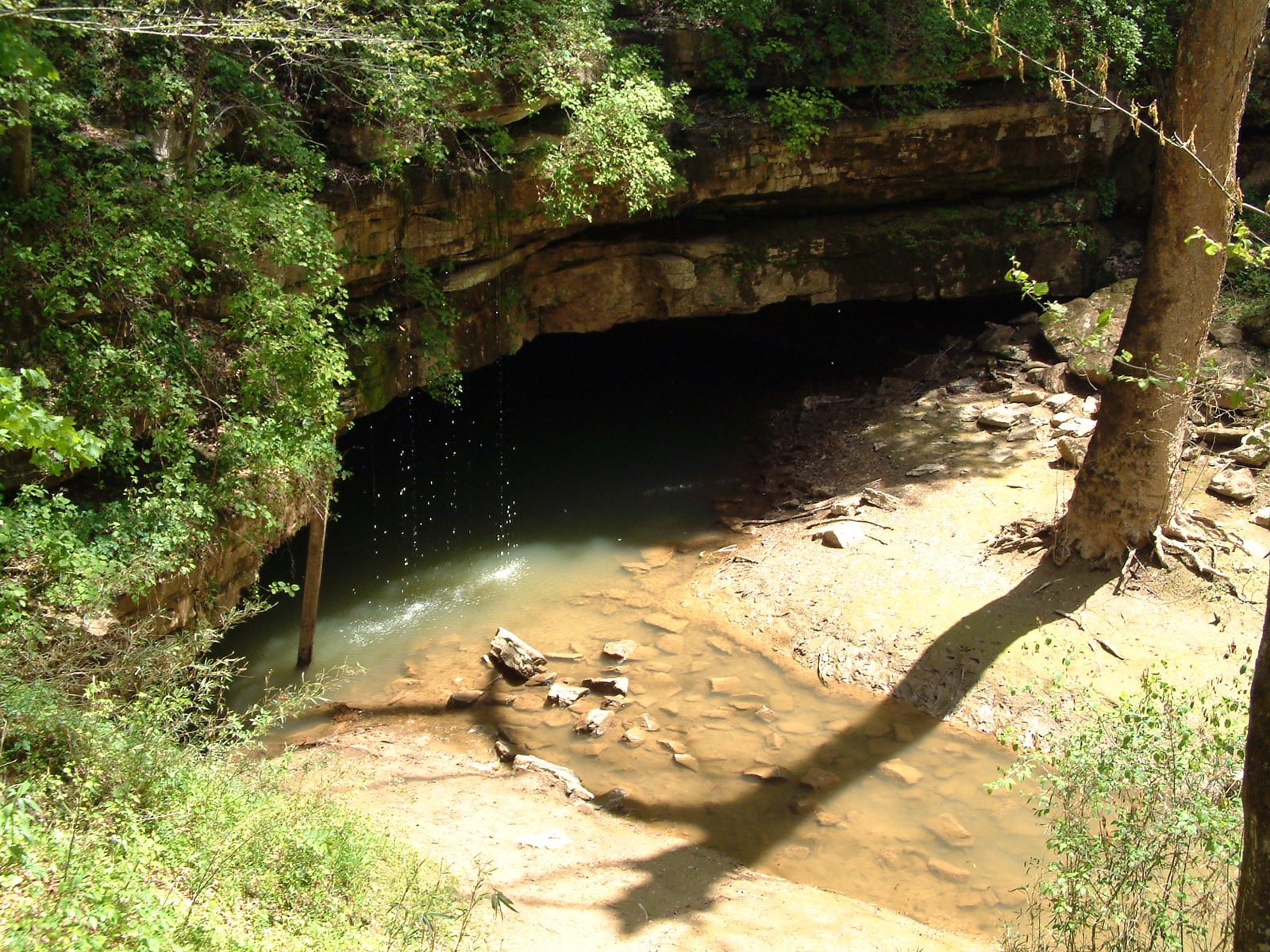
River Styx, una de las corrientes semisubterráneas de la cueva, sale a la superficie del parque.

El 9 de septiembre de 1972 un equipo cartografiador de la Cave Research Foundation bajo la dirección del Dr. John P. Wilcox, Patricia Crowther, Richard B. Zopf, el Dr. P. Gary Eller, Stephen G. Wells y Cleveland F. Pinnix (un ranger del National Park Service) consiguieron recorrer un pasaje estrecho y con agua que unía dos de los grandes sistemas de cuevas de la zona: Flint Ridge Cave System y Mammoth Cave. Esta conexión resultaba en el Flint-Mammoth Cave System, el mayor de todo el mundo. (Flint Ridge ya había sobrepasado recientemente él solo a Hôlloch Cave en Suiza, como la cueva más larga del mundo.)
Durante una salida anterior a lo largo de Flint Ridge Cave System, Patricia Crowther, con una equipación aligerada de 52 kilogramos, pasó por un angosto cañón que más tarde recibiría el nombre de "Tight Spot" ("El punto angosto"), que sirvió de filtro entre las dos cuevas.
Una exploración posterior a través de Tight Spot por Crowther, Wilcox, Zopf y Tom Brucker halló el nombre "Pete H" inscrito en una de las paredes junto a una flecha que apuntaba hacia Mammoth Cave. Se supone que el nombre fue grabado por Pete Hanson, que hizo numerosas exploraciones en la cueva durante los años 1930. Hanson murió en la Segunda Guerra Mundial. A este pasadizo se le llamó Hanson's Lost River (El río perdido de Hanson).
Durante una exploración el 9 de septiembre Hanson Lost River llevó a un equipo de seis personas a Cascade Hall (La Sala de la Cascadas), con lo que se probaba definitivamente que las cuevas estaban interconectadas. John Wilcox salió del agua que le cubría hasta la cintura y vio una línea horizontal a la altura de los ojos, que no era otra cosa sino un pasamanos para los turistas. Su exclamación "¡Veo un pasamanos para turistas!" fue como la cita "Es un pequeño paso para un hombre" en la "conquista del Everest de la espeleología". Tan solo una pequeñísima parte de los muchos kilómetros de Mammoth Cave tiene pasamanos e iluminación, por lo que resultaba increíble que el momento de la conexión se produjera  en un lugar tan conocido.

### Descubrimientos recientes
Se descubrieron nuevas conexiones entre Mammoth Cave y otras cuevas más pequeñas, destacando la de 1979 con Proctor/Morrison Cave, debajo de Joppa Ridge. Esta conexión extendió los límites de exploración de Mammoth Cave hacia el sureste.
Simultáneamente, los hallazgos realizados fuera del parque por un grupo independiente llamado Central Kentucky Karst Coalition, o CKKC, permitieron el estudio de decenas de kilómetros en Roppel Cave al este del parque. El 10 de septiembre de 1983 se estableció una conexión entre la sección Proctor/Morrison del sistema Mammoth Cave y Roppel Cave. Esta conexión la realizaron dos grupos mixtos de espeleólogos de la CRT y la CKKC. Cada grupo penetró la cueva desde entradas distintas y coincidieron a mitad del recorrido antes de proseguir en el mismo sentido hacia la salida de la entrada opuesta. La longitud total examinada era de unos 480 kilómetros. Desde entonces las nuevas exploraciones han extendido esta cifra a más de 590 kilómetros.
A principios del 2005 se estudió una conexión en la parte del sistema de Roppel Cave desde una pequeña cueva que hay bajo Eudora Ridge (descubierta y explorada originariamente en 2003 por componentes de la CRF/CKKC.
Se da por sentado que aún quedan muchos más kilómetros de pasadizos de la gruta por explorar en toda la zona. Los expertos creen que existen miles de especies de animales aún no descubiertas en el sistema de cuevas.

## Errores sobre la extensión
Los superlativos que con justicia se le aplican a Mammoth Cave a menudo acaban en la exageración de la profundidad de la cueva. Un error típico es creer que la cueva llega mucho más lejos de sus límites geográficos, incluso a otros estados de los Estados Unidos. Este error es fácil de desmentir. Las grutas del tipo de la de Mammoth se forman cuando el agua de la superficie se filta en el subsuelo. En el caso de Mammoth Cave, es el Green River al norte. Podemos asegurar que no existen pasadizos de grutas que conecten con Mammoth al norte de Green River, o al este de Sinkhole Plain, que es la principal zona de provisión (el lugar donde entra el agua) de la cueva. Más impensable es aún la idea de que haya pasadizos hacia el sur que pudieran salvar la separación entre las cuencas de Green River y de Barren River al sur de la misma. Aún admitiéndolo, el límite meridional de Mammoth Cave sería Barren River.
No obstante, es cierto que las capas de roca sedimentaria en las que se ha formado Mammoth Cave sí se extienden muchos kilómetros en todas las direcciones desde Mammoth Cave. Todas estas rocas se depositaron durante el mismo periodo. La similitud de las rocas de los terrenos más alejados con las de aquellos inmediatos a Mammoth Cave indica que se dan las condiciones adecuadas para la formación de cuevas. Sin embargo, los lindes absolutos del sistema Mammoth Cave son perfectamente conocidos, por lo que no es de esperar que se hallen otras cuevas que conecten con ella.

## Otras observaciones
- La cueva aparece en el mundo de los videojuegos. Uno de los primeros en que figura es Adventure, basado en partes del sistema de grutas (las parte Colossal y la Bedquilt Entrance). El autor del juego, William Crowther, estaba casado con la conocida espeleóloga Pat Crowther.

- Mammoth Cave sirve de escenario al cuento de H. P. Lovecraft (1905), "La bestia en la cueva.

- Mammoth Cave es, además, el trasfondo de la novela de Alexander C. Irvine (2002), "A Scattering of Jades" ("Un tesoro de jades"), novela que se puede leer como una fantasía o como una historia alternativa. Ganó el Premio Locus y el International Horror Guild Award entre otros.

- Hay otros dos sistemas gigantes de grutas a corta distancia de Mammoth Cave: el Fisher Ridge Cave System y el Martin Ridge Cave System. El Fisher Ridge Cave System lo descubrió en enero de 1981 un grupo de espeleólogos de Míchigan . Hasta el momento, la cueva se ha cartografiado hasta una profundidad de 172 kilómetros (Gulden, B. 2005). En 1996 el Martin Ridge Cave System fue descubierto por John Alan Glennon y Jonathan David Jasper. Las conexiones descubiertas por Glennon y Jasper con las cercanas Whigpistle y Jackpot Caves resultaron en el Martin Ridge Cave System, de 51 kilómetros de longitud .

- Si se descubren conexiones entre las tres grutas gigantes: Fisher Ridge Cave System, Martin Ridge Cave System y Mammoth Cave, el total del sistema cartografiado pasaría los 800 kilómetros (Gulden, B. 2005).

- Mammoth Cave es la supuesta entrada al centro de la Tierra que mencionan los dirigentes espirituales de algunas culturas indígenas: Agartha. Véase la Creencia en la Tierra hueca para mayor información sobre esta teoría de conspiración.
- Mammoth Cave sirvió de inspiración para contener el Paraíso en la novela, "El último Catón" de Matilde Asensi.

## Bibliographía
Mammoth Cave System es una de las zonas espeleológicas más estudiadas del mundo y su bibliografía es igual de prolífica.